# 힐 하퍼
힐 하퍼(Hill Harper, 1966년 5월 17일 ~ )는 미국의 배우이다.

## 출연 작품

### 드라마
- CSI 뉴욕
- 굿 닥터

### 영화
- 스컬스
- 올 아이즈 온 미